# Isotopes du radium
Le radium (Ra, numéro atomique 88) ne possède aucun isotope stable, aucune masse atomique standard ne peut donc lui être attribuée. L'isotope 226 (226Ra), le plus commun du radium, a la durée de vie la plus longue (demi-vie de 1600 ans).

## Isotopes notables

### Radium 223
Le radium 223 est un émetteur alpha avec une demi-vie de 11 jours. Il était historiquement désigné sous le nom d'actinium X, puisqu'il est l'isotope-fils de l'actinium 227 dans la chaîne de désintégration de l'uranium 235.
Il est commercialisé sous le nom de marque Xofigo et sous la forme de chlorure de radium pour une application médicale contre les métastases osseuses du cancer de la prostate. Il se fixe sur les os en raison de son analogie chimique avec le calcium.

### Radium 224
Le radium 224 est, avec le radium 228, traditionnellement associé au thorium, car il fait partie de la chaîne de désintégration du 232Th. Il était historiquement désigné sous le nom de thorium X, car il est le descendant direct du 228Th. Avec le radium 225, il est considéré comme un candidat potentiel pour des applications en médecine nucléaire en raison de sa demi-vie courte (3,62 jours) et des quatre émetteurs alpha présents dans sa chaîne de désintégration.
{\displaystyle \mathrm {{}_{\ 88}^{224}Ra{\xrightarrow[{3,62\ jours}]{\alpha }}{}_{\ 86}^{220}Rn{\xrightarrow[{55,6\ s}]{\alpha }}{}_{\ 84}^{216}Po{\xrightarrow[{146\ ms}]{\alpha }}{}_{\ 82}^{212}Pb{\xrightarrow[{10,64\ h}]{\beta ^{-}\ }}{}_{\ 83}^{212}Bi{\begin{Bmatrix}{{\xrightarrow[{60,55\ min}]{64,07\%\beta ^{-}\ }}{}_{\ 84}^{212}Po{\xrightarrow[{299\ ns}]{\alpha }}}\\{{\xrightarrow[{60,55\ min}]{35,93\%\alpha }}{}_{\ 81}^{208}Tl{\xrightarrow[{3,05\ min}]{\beta ^{-}\ }}}\end{Bmatrix}}{}_{\ 82}^{208}Pb_{(stable)}} }

### Radium 225
Le radium 225 a une demi-vie de 15 jours, il est le précurseur de l'actinium 225, qui se désintègre au cours d'une chaîne en émettant au total quatre particules alpha, ce qui en fait un candidat intéressant pour des applications en alpha-immunothérapie. Le radium lui-même est difficile à complexer, le manque de ligand convenable limite ses applications. Pour pallier cette difficulté, des moyens alternatifs de lier le radium sont étudiés.

### Radium 226
Le radium 226 est l'isotope le plus commun du radium, il représente plus de 99 % du radium naturellement présent sur Terre, les autres isotopes n'étant présents qu'à l'état de trace. La teneur moyenne du sol en radium 226 est de l'ordre de 0,7 ng/kg (0,7 ppt). Le radium 226 est présent sur Terre comme produit de désintégration faisant partie de la chaîne de désintégration de l'uranium 238 (souvent appelée série du radium).
D'une demi-vie de 1600 ans, il est très fortement radioactif, présentant une activité spécifique de 36,6 GBq g−1. Cette activité est pratiquement celle de l'ancienne unité du curie, conventionnellement égale à 37 GBq.
Il se désintègre par radioactivité alpha, d'une énergie de 4 784 keV (94 %) ou 4 602 keV (6 %), et en émettant un rayonnement γ de 186,211 keV (Intensité 3,555 %). Son rayonnement γ (direct, ou via ses descendants) contribue faiblement à l’exposition d’origine tellurique à laquelle les individus sont soumis de façon naturelle.
{\displaystyle \mathrm {{}_{\ 88}^{226}Ra{\xrightarrow[{1600\ a}]{\alpha }}{}_{\ 86}^{222}Rn{\xrightarrow[{3,8235\ j}]{\alpha }}{}_{\ 84}^{218}Po{\xrightarrow[{3,05\ min}]{\alpha }}{}_{\ 82}^{214}Pb{\xrightarrow[{26,8\ min}]{\beta ^{-}\ }}{}_{\ 83}^{214}Bi{\xrightarrow[{19,9\ min}]{\beta ^{-}\ }}{}_{\ 84}^{214}Po{\xrightarrow[{16,37\ ms}]{\alpha }}{}_{\ 82}^{210}Pb{\xrightarrow[{22,26\ a}]{\beta ^{-}\ }}{}_{\ 83}^{210}Bi{\xrightarrow[{5,013\ j}]{\beta ^{-}\ }}{}_{\ 84}^{210}Po{\xrightarrow[{138,38\ j}]{\alpha }}{}_{\ 82}^{206}Pb} }
L'énergie de désintégration du radium pur dégage une puissance spécifique de 28 W/kg, qui monte jusqu'à 160 W/kg quand s'y ajoute après quelques jours celle de ses descendants à courte vie qui atteignent rapidement l'équilibre séculaire.

### Radium 228
Le radium 228 est naturellement présent dans le sol en faibles quantités (de l'ordre de 5 ppq) comme descendant du thorium 232. Il est en équilibre dans cette chaîne avec l'actinium 228, plus facilement détectable par spectrométrie gamma. En raison de sa présence dans cette chaîne de désintégration, il était historiquement appelé mésothorium I lors de sa découverte en 1907 par Otto Hahn.
{\displaystyle \mathrm {{}_{\ 90}^{232}Th{\xrightarrow[{1,41\times 10^{10}\ ans}]{\alpha }}{}_{\ 88}^{228}Ra{\xrightarrow[{5,75\ ans}]{\beta ^{-}\ }}{}_{\ 89}^{228}Ac{\xrightarrow[{6,13\ h}]{\beta ^{-}\ }}{}_{\ 90}^{228}Th{\xrightarrow[{1,91\ ans}]{\alpha }}{}_{\ 88}^{224}Ra} }

## Table des isotopes
| Symbole de l'isotope | Z (p)                | N (n)                | masse isotopique     | Demi-vie                    | Mode(s) de désintégration, | Isotope(s) fils | Spin nucléaire |
| Symbole de l'isotope | Énergie d'excitation | Énergie d'excitation | Énergie d'excitation | Demi-vie                    | Mode(s) de désintégration, | Isotope(s) fils | Spin nucléaire |
| -------------------- | -------------------- | -------------------- | -------------------- | --------------------------- | -------------------------- | --------------- | -------------- |
| 202Ra                | 88                   | 114                  | 202.00989(7)         | 2,6(21) ms [0.7(+33-3) ms]  |                            |                 | 0+             |
| 203Ra                | 88                   | 115                  | 203,00927(9)         | 4(3) ms                     | α                          | 199Rn           | (3/2-)         |
| 203Ra                | 88                   | 115                  | 203,00927(9)         | 4(3) ms                     | β+ (rare)                  | 203Fr           | (3/2-)         |
| 203mRa               | 220(90) keV          | 220(90) keV          | 220(90) keV          | 41(17) ms                   | α                          | 199Rn           | (13/2+)        |
| 203mRa               | 220(90) keV          | 220(90) keV          | 220(90) keV          | 41(17) ms                   | β+ (rare)                  | 203Fr           | (13/2+)        |
| 204Ra                | 88                   | 116                  | 204,006500(17)       | 60(11) ms [59(+12-9) ms]    | α (99,7 %)                 | 200Rn           | 0+             |
| 204Ra                | 88                   | 116                  | 204,006500(17)       | 60(11) ms [59(+12-9) ms]    | β+ (0,3 %)                 | 204Fr           | 0+             |
| 205Ra                | 88                   | 117                  | 205,00627(9)         | 220(40) ms [210(+60-40) ms] | α                          | 201Rn           | (3/2-)         |
| 205Ra                | 88                   | 117                  | 205,00627(9)         | 220(40) ms [210(+60-40) ms] | β+ (rare)                  | 205Fr           | (3/2-)         |
| 205mRa               | 310(110)# keV        | 310(110)# keV        | 310(110)# keV        | 180(50) ms [170(+60-40) ms] | α                          | 201Rn           | (13/2+)        |
| 205mRa               | 310(110)# keV        | 310(110)# keV        | 310(110)# keV        | 180(50) ms [170(+60-40) ms] | TI (rare)                  | 205Ra           | (13/2+)        |
| 206Ra                | 88                   | 118                  | 206,003827(19)       | 0,24(2) s                   | α                          | 202Rn           | 0+             |
| 207Ra                | 88                   | 119                  | 207,00380(6)         | 1,3(2) s                    | α (90 %)                   | 203Rn           | (5/2-,3/2-)    |
| 207Ra                | 88                   | 119                  | 207,00380(6)         | 1,3(2) s                    | β+ (10 %)                  | 207Fr           | (5/2-,3/2-)    |
| 207mRa               | 560(50) keV          | 560(50) keV          | 560(50) keV          | 57(8) ms                    | TI (85 %)                  | 207Ra           | (13/2+)        |
| 207mRa               | 560(50) keV          | 560(50) keV          | 560(50) keV          | 57(8) ms                    | α (15 %)                   | 203Rn           | (13/2+)        |
| 207mRa               | 560(50) keV          | 560(50) keV          | 560(50) keV          | 57(8) ms                    | β+ (0,55 %)                | 207Fr           | (13/2+)        |
| 208Ra                | 88                   | 120                  | 208,001840(17)       | 1,3(2) s                    | α (95 %)                   | 204Rn           | 0+             |
| 208Ra                | 88                   | 120                  | 208,001840(17)       | 1,3(2) s                    | β+ (5 %)                   | 208Fr           | 0+             |
| 208mRa               | 1800(200) keV        | 1800(200) keV        | 1800(200) keV        | 270 ns                      |                            |                 | (8+)           |
| 209Ra                | 88                   | 121                  | 209,00199(5)         | 4,6(2) s                    | α (90 %)                   | 205Rn           | 5/2-           |
| 209Ra                | 88                   | 121                  | 209,00199(5)         | 4,6(2) s                    | β+ (10 %)                  | 209Fr           | 5/2-           |
| 210Ra                | 88                   | 122                  | 210,000495(16)       | 3,7(2) s                    | α (96 %)                   | 206Rn           | 0+             |
| 210Ra                | 88                   | 122                  | 210,000495(16)       | 3,7(2) s                    | β+ (4 %)                   | 210Fr           | 0+             |
| 210mRa               | 1800(200) keV        | 1800(200) keV        | 1800(200) keV        | 2,24 µs                     |                            |                 | (8+)           |
| 211Ra                | 88                   | 123                  | 211,000898(28)       | 13(2) s                     | α (97 %)                   | 207Rn           | 5/2(-)         |
| 211Ra                | 88                   | 123                  | 211,000898(28)       | 13(2) s                     | β+ (3 %)                   | 211Fr           | 5/2(-)         |
| 212Ra                | 88                   | 124                  | 211,999794(12)       | 13,0(2) s                   | α (85 %)                   | 208Rn           | 0+             |
| 212Ra                | 88                   | 124                  | 211,999794(12)       | 13,0(2) s                   | β+ (15 %)                  | 212Fr           | 0+             |
| 212m1Ra              | 1958,4(5) keV        | 1958,4(5) keV        | 1958,4(5) keV        | 10,9(4) µs                  |                            |                 | (8)+           |
| 212m2Ra              | 2613,4(5) keV        | 2613,4(5) keV        | 2613,4(5) keV        | 0,85(13) µs                 |                            |                 | (11)-          |
| 213Ra                | 88                   | 125                  | 213,000384(22)       | 2,74(6) min                 | α (80 %)                   | 209Rn           | 1/2-           |
| 213Ra                | 88                   | 125                  | 213,000384(22)       | 2,74(6) min                 | β+ (20 %)                  | 213Fr           | 1/2-           |
| 213mRa               | 1769(6) keV          | 1769(6) keV          | 1769(6) keV          | 2,1(1) ms                   | TI (99 %)                  | 213Ra           | 17/2-#         |
| 213mRa               | 1769(6) keV          | 1769(6) keV          | 1769(6) keV          | 2,1(1) ms                   | α (1 %)                    | 209Rn           | 17/2-#         |
| 214Ra                | 88                   | 126                  | 214,000108(10)       | 2,46(3) s                   | α (99,94 %)                | 210Rn           | 0+             |
| 214Ra                | 88                   | 126                  | 214,000108(10)       | 2,46(3) s                   | β+ (0,06 %)                | 214Fr           | 0+             |
| 215Ra                | 88                   | 127                  | 215,002720(8)        | 1,55(7) ms                  | α                          | 211Rn           | (9/2+)#        |
| 215m1Ra              | 1877,8(5) keV        | 1877,8(5) keV        | 1877,8(5) keV        | 7,1(2) µs                   |                            |                 | (25/2+)        |
| 215m2Ra              | 2246,9(5) keV        | 2246,9(5) keV        | 2246,9(5) keV        | 1,39(7) µs                  |                            |                 | (29/2-)        |
| 215m3Ra              | 3756,6(6)+X keV      | 3756,6(6)+X keV      | 3756,6(6)+X keV      | 0,555(10) µs                |                            |                 | (43/2-)        |
| 216Ra                | 88                   | 128                  | 216,003533(9)        | 182(10) ns                  | α                          | 212Rn           | 0+             |
| 216Ra                | 88                   | 128                  | 216,003533(9)        | 182(10) ns                  | CE (1 × 10−8 %)            | 216Fr           | 0+             |
| 217Ra                | 88                   | 129                  | 217,006320(9)        | 1,63(17) µs                 | α                          | 213Rn           | (9/2+)         |
| 218Ra                | 88                   | 130                  | 218,007140(12)       | 25,2(3) µs                  | α                          | 214Rn           | 0+             |
| 218Ra                | 88                   | 130                  | 218,007140(12)       | 25,2(3) µs                  | β+β+ (rare)                | 218Rn           | 0+             |
| 219Ra                | 88                   | 131                  | 219,010085(9)        | 10(3) ms                    | α                          | 215Rn           | (7/2)+         |
| 220Ra                | 88                   | 132                  | 220,011028(10)       | 17,9(14) ms                 | α                          | 216Rn           | 0+             |
| 221Ra                | 88                   | 133                  | 221,013917(5)        | 28(2) s                     | α                          | 217Rn           | 5/2+           |
| 221Ra                | 88                   | 133                  | 221,013917(5)        | 28(2) s                     | DC (1,2 × 10−10 %)         | 207Pb 14C       | 5/2+           |
| 222Ra                | 88                   | 134                  | 222,015375(5)        | 38,0(5) s                   | α                          | 218Rn           | 0+             |
| 222Ra                | 88                   | 134                  | 222,015375(5)        | 38,0(5) s                   | DC (3 × 10−8 %)            | 208Pb 14C       | 0+             |
| 223Ra                | 88                   | 135                  | 223,0185022(27)      | 11,43(5) j                  | α                          | 219Rn           | 3/2+           |
| 223Ra                | 88                   | 135                  | 223,0185022(27)      | 11,43(5) j                  | DC (6,4 × 10−8 %)          | 209Pb 14C       | 3/2+           |
| 224Ra                | 88                   | 136                  | 224,0202118(24)      | 3,6319(23) j                | α                          | 220Rn           | 0+             |
| 224Ra                | 88                   | 136                  | 224,0202118(24)      | 3,6319(23) j                | DC (4,3 × 10−9 %)          | 210Pb 14C       | 0+             |
| 225Ra                | 88                   | 137                  | 225,023612(3)        | 14,9(2) j                   | β−                         | 225Ac           | 1/2+           |
| 226Ra                | 88                   | 138                  | 226,0254098(25)      | 1600(7) ans                 | α                          | 222Rn           | 0+             |
| 226Ra                | 88                   | 138                  | 226,0254098(25)      | 1600(7) ans                 | β−β− (rare)                | 226Th           | 0+             |
| 226Ra                | 88                   | 138                  | 226,0254098(25)      | 1600(7) ans                 | DC(2,6 × 10−9 %)           | 212Pb 14C       | 0+             |
| 227Ra                | 88                   | 139                  | 227,0291778(25)      | 42,2(5) min                 | β−                         | 227Ac           | 3/2+           |
| 228Ra                | 88                   | 140                  | 228,0310703(26)      | 5,75(3) ans                 | β−                         | 228Ac           | 0+             |
| 229Ra                | 88                   | 141                  | 229,034958(20)       | 4,0(2) min                  | β−                         | 229Ac           | 5/2(+)         |
| 230Ra                | 88                   | 142                  | 230,037056(13)       | 93(2) min                   | β−                         | 230Ac           | 0+             |
| 231Ra                | 88                   | 143                  | 231,04122(32)#       | 103(3) s                    | β−                         | 231Ac           | (5/2+)         |
| 231mRa               | 66,21(9) keV         | 66,21(9) keV         | 66,21(9) keV         | ~53 µs                      |                            |                 | (1/2+)         |
| 232Ra                | 88                   | 144                  | 232,04364(30)#       | 250(50) s                   | β−                         | 232Ac           | 0+             |
| 233Ra                | 88                   | 145                  | 233,04806(50)#       | 30(5) s                     | β−                         | 233Ac           | 1/2+#          |
| 234Ra                | 88                   | 146                  | 234,05070(53)#       | 30(10) s                    | β−                         | 234Ac           | 0+             |

1. ↑  Abréviations :
DC : désintégration par émission de cluster ;
CE : capture électronique ;
TI : transition isomérique.
2. ↑  Isotopes stables en gras.

### Remarques
- Les valeurs marquées # ne sont pas purement dérivées des données expérimentales, mais aussi au moins en partie à partir des tendances systématiques. Les spins avec des arguments d'affectation faibles sont entre parenthèses.
- Les incertitudes sont données de façon concise entre parenthèses après la décimale correspondante. Les valeurs d'incertitude dénotent un écart-type, à l'exception de la composition isotopique et de la masse atomique standard de l'IUPAC qui utilisent incertitudes élargies.